# Боевая разведывательная машина Лухс
Это статья о германской боевой разведывательной машине. Для получения информации о танке Pz.Kpfw.II Ausf L «Лукс» см. статью Лукс (танк).
БРМ 2 Лухс (нем. SpPz 2 - Spähpanzer Luchs — боевая разведывательная машина «Рысь») — западногерманская боевая разведывательная машина, принятая на вооружение разведывательных батальонов дивизий бундесвера в 1975 году.

## История
Генеральным подрядчиком работ по созданию боевой машины выступала компания Даймлер-Бенц, которая предоставила её разработку по субподряду компании Порше. В дальнейшем, серийное производство и модернизацию машин осуществляли компания Tиссен-Хеншель, а затем компания Рейнметалл, которая решила создать на базе имеющихся моделей семейство боевых машин: БТР Кондор УР-425 (4 × 4) и Фукс (6 × 6) и БРМ 2 Лукс (SpPz 2 Luchs) (8 × 8). В конечном итоге в производство пошли только Кондор УР-425 и Фукс.
Первый опытный образец бронемашины был изготовлен в 1968 году и направлен на полигонные испытания, после завершения которых в феврале 1973 года Министерство обороны ФРГ заключило контракт на производство 408 бронемашин для разведывательных батальонов сухопутных войск ФРГ. Стоимость контракта составляла 845 млн марок
Первые две серийные машины поступили в войска в конце 1975 года
БРМ Лукс было выпущено 408 шт.
Принято решение о замене в течение 2011—2015 годов в бундесвере БРМ Лукс на новый разведывательный бронеавтомобиль Феннек.

## Описание
Корпус машины цельносварной из стали. Башня с 20-мм пушкой с двусторонним питанием, для которой имеется 375 снарядов. Вращение башни и подъём пушки с помощью усилительных механизмов. На крыше башни 20-мм пушка и 7,62-мм зенитный пулемёт MГ3, для него 1000 патронов.
БРМ Лукс (SpPz 2 Luchs) передвигается по воде со скоростью 9 км/ч с помощью двух поворотных гребных винтов, размещённых на корме. Максимальная скорость по суше — 90 км/ч как вперёд так и назад.
Машина оборудована навигационной аппаратурой, системой защиты от ОМП, радиостанцией, приборами ночного видения, подогревателем батарей масла двигателя и трансмиссии.

## На вооружении
- Германия 132 на 2008 год[3], к 1 августа 2011 года на вооружении бундесвера оставалось 132 шт.